# Best of My Love
"Best of My Love" é uma música escrita por Don Henley, Glenn Frey e J.D. Souther, gravada pela banda Eagles.
É o terceiro single do álbum On the Border.

## Paradas
Singles
| Ano  | Single                | Parada                | Posição |
| ---- | --------------------- | --------------------- | ------- |
| 1975 | "The Best of My Love" | Billboard Pop Singles | 1       |
| 1975 | "The Best of My Love" | Adult Contemporary    | 1       |